# غابرييل لورد
غابرييل لورد (بالإنجليزية: Gabrielle Lord)‏ هي كاتِبة مُتخصِّصة في أدب الأطفال. ولدت في 26 فبراير 1946 في سيدني في أستراليا. صحفية وروائية أسترالية. درست في جامعة إنجلترا الجديدة.

## روابط خارجية
- غابرييل لورد على موقع IMDb (الإنجليزية)
- غابرييل لورد على موقع قاعدة بيانات الفيلم (الإنجليزية)